# 茨城啓太
茨城 啓太（いばらぎ けいた、1985年3月9日 - ）は、日本プロ麻雀協会に所属する競技麻雀のプロ雀士。茨城県出身。

## 経歴
ネット麻雀「天鳳」にて第19代天鳳位を獲得する。ハンドルネームはいばらぎ。
一度プロを辞めたものの、2020年に再入会した。

## 獲得タイトル
- 第19代天鳳位